# Je vous salue, Marie (film)
Pour la prière catholique, voir Je vous salue Marie.
Série Trilogie du sublime
Prénom Carmen
(1983)
Pour plus de détails, voir Fiche technique et Distribution.
Je vous salue, Marie est un film franco-britannico-suisse réalisé par Jean-Luc Godard et sorti en 1985.
Godard transpose l'histoire biblique de Marie et Joseph de Nazareth et de la conception virginale de Jésus dans le présent et dans les environs de Genève, où le cinéaste a été élevé en jeune protestant. Dans une intrigue secondaire, un professeur rejette l'évolution, l'explication scientifique de l'origine de l'homme.
Parce que le film touche à un dogme catholique et montre la protagoniste dénudée, il a suscité des protestations parfois violentes de la part des catholiques conservateurs. Le pape Jean-Paul II y a vu la Vierge Marie rabaissée, mais l'œuvre a également reçu des louanges dans les milieux catholiques. La critique cinématographique considère ce film moins comme une contribution à un thème religieux que comme une exploration des possibilités d'exprimer l'irreprésentable par le biais du cinéma. Pour ce faire, Godard utilise des moyens stylistiques non conventionnels comme une narration méandreuse ou une musique hachée et désynchronisée aux images, afin de forcer les spectateurs à sortir des schémas habituels de visionnage d'un film. Il est également fait usage d'images simples de la nature, d'humour et d'ironie. L'œuvre a inspiré de nombreuses interprétations à des auteurs de différentes disciplines. Le film principal de Godard est précédé d'un court métrage de sa compagne Anne-Marie Miéville, intitulé Le Livre de Marie et consacré au thème de l'amour maternel.

## Prologue:Le Livre de Maried'Anne-Marie Miéville
Anne-Marie Miéville, collaboratrice et compagne de longue date de Jean-Luc Godard, a réalisé parallèlement à Je vous salue, Marie le court-métrage Le livre de Marie, d'une durée de 27 minutes. Elle a utilisé presque la même équipe que Godard. Les cinémas ont diffusé le court-métrage puis le film principal de 76 minutes comme un programme continu,,, et les éditions DVD présentent les deux parties réunies en une seule.
Aurore Clément et Bruno Cremer jouent les parents de Marie, 11 ans — la famille habite une maison au bord du lac Léman. Les parents se disputent à propos de leurs tâches au sein de la famille, jusqu'à ce qu'ils décident que le père quittera la maison. La fillette refuse malgré tout d'en prendre acte et se réfugie dans la récitation de vers du recueil de poèmes de Baudelaire Les Fleurs du mal sur des thèmes existentiels ainsi que dans l'écoute de la musique de Chopin et de Mahler. Elle exprime son angoisse dans une séance de danse fiévreuse. La mère explique à l'enfant qu'elle s'appelle Marie parce que son prénom est l'anagramme du verbe « aimer ».
Certains critiques de cinéma considèrent Le Livre de Marie comme une sorte de prologue au film principal de Godard. Wolfram Schütte parle dans ce contexte d'un prélude, d'une ouverture. D'autres critiques estiment au contraire que cette classification sous-estime le court-métrage,. Il prépare le public au film principal sur le plan des motifs, des émotions et de la forme. Le mariage des parents se dissout parce qu'ils ne parviennent pas à s'entendre.
La séparation de ses parents est le premier bouleversement de la vie de Marie,. La poésie et la musique auxquelles elle s'adonne ne sont guère à la portée d'une enfant de onze ans. La revue cinématographique epd Film a interprété l'état de la jeune fille en ce qu'elle portait déjà en elle le secret de l'amour maternel sans l'avoir soupçonné ; la séparation de ses parents lui fait prendre conscience de l'existence de cet amour. En dernier lieu, la Marie de Miéville décapite un œuf à la table de la salle à manger et c'est à ce plan que le film principal de Godard fait écho. La Vierge Marie a donné naissance au Dieu qui est son père, a remarqué Cynthia Erb : « A ce dernier moment, Miéville donne naissance au Godart qui est son père artistique, dont le statut incommensurable l'a toujours éclipsée et a marginalisé son œuvre ».

## Synopsis
À Rolle, une petite ville suisse non loin de Genève. La jeune Marie est la fille d'un gérant de station-service et joue dans l'équipe de basket-ball. Elle a un fiancé, Joseph, chauffeur de taxi, avec lequel elle n'a pas encore eu de relations sexuelles. Joseph, un jeune qui a quitté l'école, habillé à la mode, avec de la pommade dans les cheveux et des lunettes de soleil, entretient une deuxième relation avec Juliette. Celle-ci souhaite approfondir leur relation, mais Joseph montre de moins en moins d'intérêt pour elle. Un jour, deux mystérieux étrangers arrivent en avion et se comportent de manière grossière : Il s'agit de l'archange Gabriel et sa petite compagne. Ils annoncent à Marie qu'elle va avoir un enfant.
Outre l'histoire de Marie et Joseph, le film comporte une intrigue secondaire qui n'est guère liée à l'intrigue principale. Un professeur ne trouve pas convaincantes les explications scientifiques sur l'origine de la vie : « On n'est pas nés dans une soupe d'aminoacides, brusquement, par hasard. [...] La vie a été voulue, désirée, prévue, ordonnée, programmée par une intelligence résolue ». Il considère que le développement évolutif et aléatoire n'est pas possible, faute de temps pour le faire. Pour illustrer son propos, il demande à un étudiant aux yeux fermés de faire tourner un Rubik's Cube. L'étudiante Eva lui indique pour chaque mouvement s'il est bon ou mauvais. En quelques minutes, il résout le casse-tête du cube, ce qui n'aurait pas été possible sans son aide. Plus tard, le professeur rend visite à Eva chez elle, à la Villa Paradis. Ils réfléchissent à la philosophie et se rapprochent l'un de l'autre.
Marie accepte le miracle, même si elle ne peut ni le comprendre ni l'expliquer. Le gynécologue n'en revient pas lorsqu'il constate que Marie est à la fois vierge et enceinte. En revanche, Joseph pense qu'elle le trompe : « J'espère qu'ils ont des grosses queues au moins ! ». Il déteste l'idée de passer pour un cocu. Marie insiste sur le fait qu'elle n'a couché avec personne et se soustrait à son désir de proximité physique. L'ange tente d'inculquer la confiance et l'amour à Joseph en le muselant. Après sa rupture avec Juliette, Joseph déclare son amour à Marie ; elle lui reproche de ne toujours pas croire au miracle. Lorsque le couple s'apprête à se marier, il la supplie de pouvoir la voir au moins une fois entièrement nue. Elle le lui permet. Mais sa tentative de la toucher est stoppée par l'apparition soudaine de Gabriel, qui assiste également Marie en tant qu'ange gardien. Ce n'est que lorsque Joseph maîtrise son désir pour le corps de Marie et place sa main à deux centimètres de son ventre qu'elle lui explique que c'est de l'amour. Ne comprenant toujours pas tout à fait, il se plie peu à peu au rôle qui lui est attribué. Il promet à Marie de rester avec elle et de ne pas la toucher. Entre-temps, le professeur se sépare d'Eva pour retourner auprès de sa famille. Marie doit faire face à la douleur de se voir imposer l'abstinence. Après le début de l'hiver, Marie met au monde l'enfant. Des années plus tard, le garçon nommé Jésus est défiant et insolent, et Joseph mène une vie de couple sans joie. Un jour, l'enfant s'écrie : « Je dois m'occuper des affaires de mon père ! » et quitte Marie et Joseph. Elle l'accepte. Par un « Je vous salue Marie ! », Gabriel lui fait signe que sa mission est terminée. Dans la voiture, elle allume une cigarette et met du rouge à lèvres ; le film se termine par un plan sur sa bouche ronde et grande ouverte.

## Fiche technique
- Titre original : Je vous salue, Marie
- Titre allemand : Maria und Joseph
- Titre anglais : Hail Mary
- Réalisation : Jean-Luc Godard
- Scénario : Jean-Luc Godard
- Dialogues : Jean-Luc Godard
- Photographie : Jacques Firmann, Jean-Bernard Menoud
- Montage : Anne-Marie Miéville
- Son : François Musy
- Musique additionnelle : Antonín Dvořák, John Coltrane, Jean-Sébastien Bach
- Production : Jean-Luc Godard, Alain Sarde, Jean Dumur, Jeremy Isaacs
- Sociétés de production : Sara Films, Pégase Films, JLG Films, Gaumont International, Télévision suisse romande (TSR), Channel Four Films
- Pays de production :  France /  Suisse /  Royaume-Uni
- Langue originale : français
- Format : Couleur par Eastmancolor — 1,33:1 — 35 mm
- Genre : comédie dramatique, essai cinématographique
- Durée : 107 minutes
- Date de sortie : 
  - France : 23 janvier 1985
  - Suisse : 25 janvier 1985 (Journées de Soleure) ; 31 janvier 1985 (sortie nationale francophone) ; 2 février 1985 (sortie nationale germanophone)
  - Royaume-Uni : 11 octobre 1985

## Distribution
- Myriem Roussel : Marie
- Thierry Rode : Joseph
- Philippe Lacoste : L'ange Gabriel
- Manon Andersen : La petite fille
- Malachi Jara Kohan : Jésus
- Juliette Binoche : Juliette
- Anne Gautier : Eva
- Johan Leysen : le professeur
- Marie Poitou
- Georges Staquet

## Thèmes

### Représentation de la nature et du corps de Marie
Entre les scènes avec les protagonistes, Godard insère de nombreuses images de nature : un arbre dans la campagne ; des pierres jetées dans l'eau qui provoquent des vagues ; un avion qui survole les frondaisons et les lignes électriques ; des couchers de soleil ; des tiges qui se balancent dans les champs ; des hérissons dans l'herbe. Ce sont des images simples, très stylisées, qui élèvent le quotidien au rang des choses célestes. Avec l'image du soleil couchant devant lequel passe un avion, il a trouvé une métaphore de la fécondation de Marie. Si dans ses films des années 1960, il citait des symboles issus de la culture populaire et de la publicité, dans Je vous salue, Marie, Godard utilise des signes très originaux. Il installait la caméra et passait de longues heures à attendre que quelque chose d'extraordinaire apparaisse dans les décors simples. Il était à l'affût de signes immaculés, à peine naissants, qui ne portaient pas encore de signification.
Dans le soleil, la lune, le basket-ball et le ventre de Marie, le motif du cercle et de la rondeur se répète. Pour Gertrud Koch (de) dans la revue Evangelischer Pressedienst Film (epd Film), l'actrice Myriem Roussel a le corps idéal de Marie, « des hanches galbées, une poitrine pigeonnante, une taille presque enfantine et un long cou étroit, dont la vue de dos offre une courbe de nuque élégante, des genoux un peu saillants mais pourtant juvéniles et féminins ». Sa beauté est pour Antoine De Baecque le premier miracle de ce film. Godard a précisé qu'il n'avait pas voulu montrer une femme dénudée, mais de la chair humaine. Certains plans auraient été pensés comme des dessins anatomiques. Il a rejeté l'idée de montrer également Joseph nu, car cela aurait amené le public à croire à tort que Joseph et Marie avaient des rapports sexuels ensemble. « De plus, je suis un homme et j'aime regarder les femmes nues ! ».

### Bach et Dvořák par intermittence
Plus que d'autres réalisateurs, Godard considère que les images, les dialogues, la musique et les bruits peuvent être manipulés individuellement. Les coupures de l'image et des bruits sur la bande sonore sont souvent asynchrones ; à première vue, les images et la musique semblent être assemblées de manière arbitraire. Les morceaux de musique classique se font entendre de manière abrupte, inattendue. Souvent, elles ne sont pas diffusées sur une longue durée, mais morcelées, en s'arrêtant et en reprenant plusieurs fois de suite. Les images fragmentées et la bande-son à hue et à dia ont pour but de faire sortir le public de ses schémas de perception habituels et confortables.
La musique est composée en grande partie de pièces instrumentales, et dans le premier tiers, de pièces chorales de Jean-Sébastien Bach, associées à Marie. Godard a justifié son choix de la musique de Bach par le fait que « historiquement, Bach était la musique de Martin Luther », qui aurait attaqué l'Église catholique, entre autres, pour sa politique iconoclaste - éludant le fait que Luther avait vécu environ deux siècles avant Bach. D'Antonín Dvořák, Godard utilise une seule œuvre, le concerto pour violoncelle no 2 en si mineur (op. 104). Ce morceau musical « romantique » se fait entendre dans des passages qui traitent du processus d'apprentissage de Joseph. Selon Jürg Stenzl, elle est donc « sa » musique, q« ui est passée de la poussée impétueuse vers l'avant dans le premier mouvement à l'intériorisation totale, au son pur et chantant des cors ». L'impression musicale globale du film est « déterminée par la polarité entre l'expressivité contrapuntique, principalement instrumentale, de Bach d'une part, et l'expression éruptive, immédiatement "romantique", de Dvořák d'autre part ». Lors de sa soirée avec Eva, le professeur met du jazz de John Coltrane.

### Références bibliques, collages et humour

L'intertitre « En ce temps-là » qui apparaît dix fois à divers moments du film.

### Les femmes, les hommes et le destin

Esquisse du plan souvent mentionné dans le film, dans lequel Joseph ne touche pas le ventre de Marie et garde sa main à distance.